# Catona
Catona (A Catùna en dialecte local) est un quartier de Reggio de Calabre qui fait partie de la 8e circonscription avec les quartiers de Salìce, Rosalì et Villa San Giuseppe. Comptant 15 000 habitants, c'est l'une des zones situées les plus au nord de la ville.

## Histoire
Dante, dans le chant VIII du Paradis de la Divine Comédie, mentionne le quartier de Catona :

« ...e quel corno d'Ausonia che s'imborga 
di Bari, di Gaeta e di Catona 
da ove Tronto e Verde in mare sgorga... »

— Dante Alighieri
À travers l'histoire de Charles Martel, qui meurt prématurément sans être couronné roi de Naples, Dante décrit le royaume comme un triangle entre Bari à l'est, Gaeta à l'ouest et Catona au sud.
Au Moyen Âge, Catona est une place forte et a été le théâtre d'une guerre entre les Angevins et les Aragonais. Pour Dante, « Ausonia » est synonyme d'Italie.

## Culture
Le programme du théâtre Catonateatro joue un rôle important dans le programme culturel de Reggio de Calabre, avec des manifestations sur le lungomare de la ville.
Dans ce quartier est née la vénérable Brigida Maria Postorino (1865-1960), fondatrice de l'Ordre des Immaculées, ou Filles de Marie Immaculée de Reggio Calabria (F.M.I.).

## Lieux de culte
- Église de Saint-François-de-Paule
- Église Saint-Denis
- Église de Saint Aurèle évêque et martyr (Arghillà)
- Église de Sainte Marie du Bon Conseil (Concessa)